# 바실레 안드레이
바실레 안드레이(루마니아어: Vasile Andrei, 1955년 7월 28일~)는 루마니아의 레슬링 선수, 지도자이다. 1980년, 1984년, 1988년 하계 올림픽에 참가하였으며 1984년 대회에서 그레코로만형 헤비급 금메달을, 1980년 대회에서 동메달을 획득했다. 또한 세계 선수권 대회에서 메달 3개를 획득했다.
현역 은퇴 후에는 지도자로 활동하여 튀니지 레슬링 대표팀을 지도했다.